# Inslegers
Inslegers is een familie- of achternaam die vrijwel alleen voorkomt in België. Varianten op de naam zijn Inslégers, Inslegher(s), Enslegers en Henslegers.

## Herkomst
De herkomst van de naam is wellicht de Duitse familienaam Inzlinger, die vernoemd is naar het plaatsje Inzlingen in Baden-Württemberg.
Iedereen met de achternaam Inslegers is een afstammeling van Joannes Georgius Insleger uit Brugge. Bij zijn overlijden in 1776 werd hij "bohemus" (uit Bohemen of rondtrekkend) genoemd.

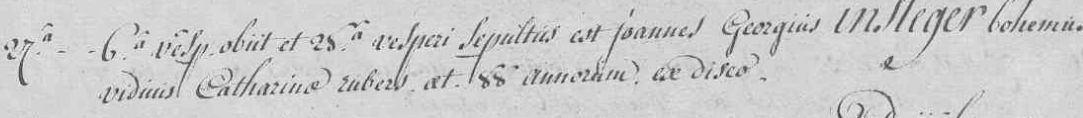
Overlijdensakte Joannes

In 2014 kwam de naam 103 keer voor in België en 1 keer in Nederland.